# Eublemmoides crassiuscula
Eublemmoides crassiuscula är en fjärilsart som beskrevs av Walker 1864. Eublemmoides crassiuscula ingår i släktet Eublemmoides och familjen nattflyn. Inga underarter finns listade i Catalogue of Life.